# Batalha de Ginchy
A Batalha de Ginchy foi um conflito militar ocorrido durante a Primeira Guerra Mundial, no dia 9 de setembro de 1916, durante a Batalha do Somme, quando a 16ª Divisão Irlandesa do Reino Unido capturou o vilarejo de Ginchy, ocupado pelos exército alemão. No entanto, o Royal Munster Fusiliers irlandês sofreu pesadas baixas durante o processo. Na verdade, das duas brigadas de ataque, a Brigada 47 (Batalhão 8) falhou completamente, encontrando defesas inimigas que afetaram o bombardeio britânico que, só caiu sobre a no man's land. Os sete batalhões irlandêses envolvidos na batalha perderam oito oficiais e 220 homens, seis oficiais e sessenta e um homens do 9 º Batalhão do Royal Dublin Fusiliers.
Em termos de combate no Somme, o ataque foi muito bem sucedido com a aldeia tomada na primeira tentativa. Os irlandêses também tomaram a vila fortificada em uma hora.
Para os alemães a perda de Ginchy os privou de seus postos de observação estratégica com vista para o campo inteiro.